# Gerichtsbezirk Neumarkt in Tirol

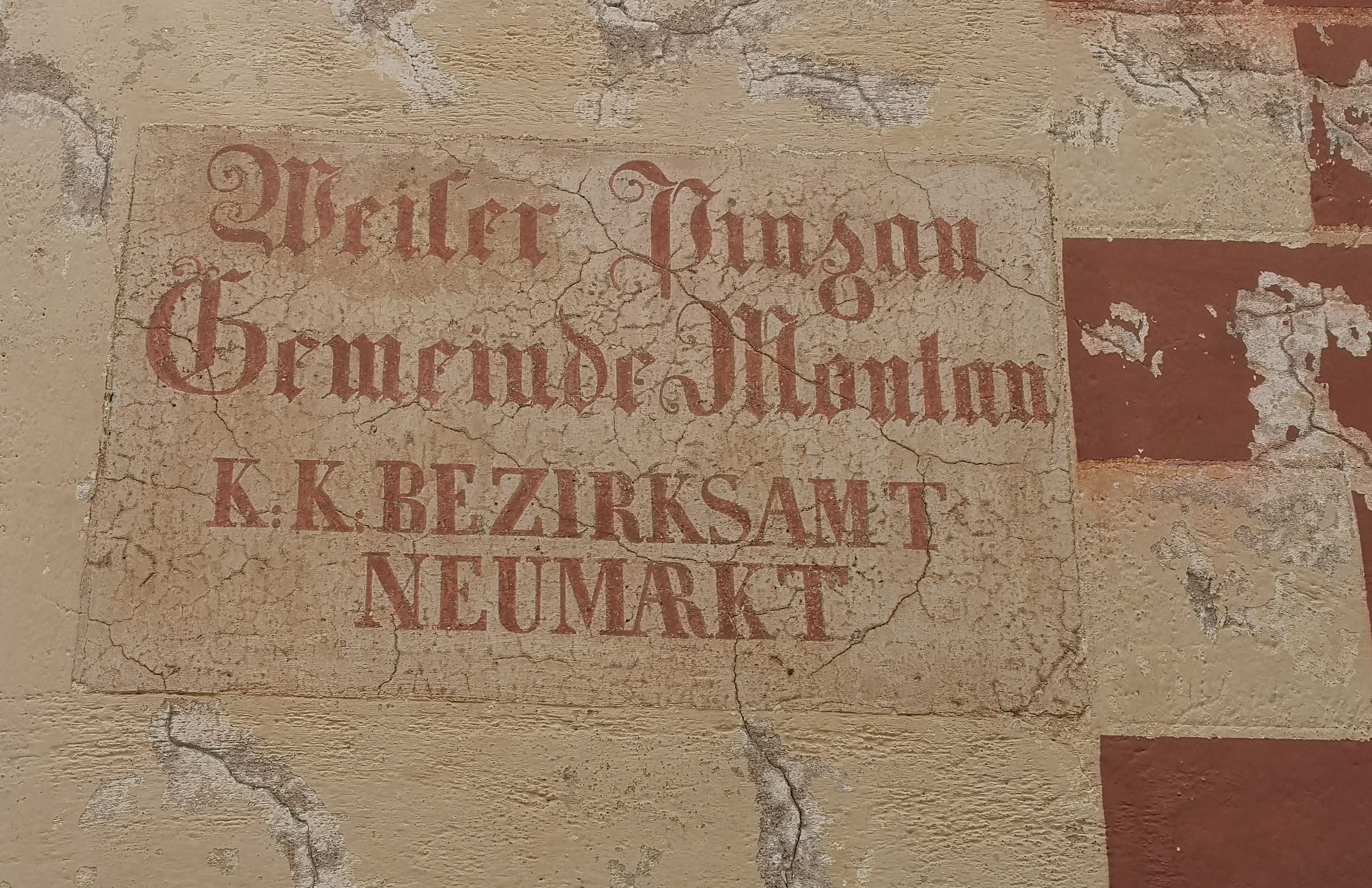
Aufgemaltes Ortsschild des Weilers Pinzon (Montan) mit der Gerichtsbezeichnung, 19. Jahrhundert

Der Gerichtsbezirk Neumarkt war ein dem Bezirksgericht Neumarkt unterstehender Gerichtsbezirk in der Gefürsteten Grafschaft Tirol. Der Gerichtsbezirk umfasste Teile des Südtiroler Unterlands und gehörte zum Bezirk Bozen. Nach dem Ersten Weltkrieg musste Österreich den gesamten Gerichtsbezirk an Italien abtreten.

## Geschichte
Der Gerichtsbezirk Neumarkt wurde durch eine 1849 beschlossene Kundmachung der Landes-Gerichts-Einführungs-Kommission geschaffen und umfasste ursprünglich die acht Gemeinden Aldein, Auer, Brandzoll, Gfrill, Laag, Montan, Neumarkt und Salurn.
Der Gerichtsbezirk Neumarkt bildete im Zuge der Trennung der politischen von der judikativen Verwaltung
ab 1868 gemeinsam mit den Gerichtsbezirken Bozen, Kastelruth, Klausen, Kaltern und Sarnthal den Bezirk Botzen (Umgebung).
Der Gerichtsbezirk wies 1869 eine Bevölkerung von 7.747 Personen auf.
1910 wurden für den Gerichtsbezirk 9.637 Personen ausgewiesen, von denen 8.068 Deutsch (83,7 %) und 1.373 Italienisch oder Ladinisch (14,2 %) als Umgangssprache angaben. Die größte Anzahl italienischsprechender Personen lebte zu dieser Zeit in den Gemeinden Branzoll und Salurn, wo 700 bzw. 443 Personen mit italienischer bzw. ladinischer Umgangssprache lebten. In Branzoll stellten die romanischsprachigen die absolute Mehrheit.
Als per 1. Jänner 1914 die Gemeinden Kurtinig, Margreid und Unterfennberg vom Gerichtsbezirk Kaltern an den Gerichtsbezirk Neumarkt abgetreten wurden,
erhöhte sich die Fläche des Gerichtsbezirks auf 204,64 km² sowie auf 12.996 Einwohner per Stand von 1910. Von den Einwohnern des erweiterten Gerichtsbezirks sprachen 86,1 % Deutsch und 12,5 % eine romanische Sprache.
Durch die Grenzbestimmungen des am 10. September 1919 abgeschlossenen Vertrages von Saint-Germain wurde der Gerichtsbezirk Neumarkt zur Gänze Italien zugeschlagen.

## Gerichtssprengel
Der Gerichtssprengel umfasste ab 1. Jänner 1914 die elf Gemeinden Aldein, Auer (Ora), Branzoll (Branzollo), Gfrill (Caoria), Kurtatsch (Cortaccia), Kurtinig (Cortina), Margreid (Magre), Montan, Neumarkt (Egna), Salurn (Salorno) und Unterfennberg (Favogna di sotto).